# Tandja Mamadou
Tandja Mamadou( 1938.), umirovljeni pukovnik nigerske vojske, nigerski političar i državnik.
Rodio se u mjestu Maine- Sora.Sudjelovao je u puču 1974. godine kojim je na vlast došao Seyni Kountché. Tijekom režima generala Kounthéa, obnašao je niz visokih političkih funkcija.
Natjecao se na izborima za predsjednika države održanima 1993. godine. Iako je pobijedio u prvom krugu, u drugom je ipak izgubio, ali je demokratski priznao poraz i čestitao pobjedniku.
Natjecao se ponovno na izborima 1996. godine, ali je tijekom drugog kruga stavljen u kućni pritvor gdje je proveo tri tjedna.
Te 1996. godine dogodio se puč, pa strani donori nisu pomagali Niger.
Konačno je vojna hunta odstupila, a 1999. godine ponovno su održani izbori. Tandja je pobijedio, a ne potječe iz naroda Hausa ili Djerma, već ima u sebi krv naroda Fula i Kanuri.Time je prvi predsjednik koji nema te karakteristike.
S problemima države kojoj je došao na čelo nosio se jako dobro, ali su ga zbog toga što je dekretima zabranio izvještavanje o načinu smirivanja pobune vojnika i studenata koja je izbila 2002. godine protivnici kritizirali.
Godine 2004. ponovno je izabran na dužnost predsjednika, a prisegnuo je na Stadionu generala Seynia Kountchéa u glavnom gradu. Ceremoniji su prisustvovala šestorica drugih afričkih predsjednika.
Nema ženu ni djecu.
Sedmi je predsjednik Nigera, a od 1991. do 2007. bio je predsjednik vladajuće stranke zvane Nacionalni pokret za razvoj društva. Dne 18. veljače 2010. svrgnuo ga je vojni dužnosnik Salou Djibo.